# Сорель, Клод
Клод Сорель (фр. Claude Saurel; 17 апреля 1948, Безье — 7 апреля 2025, Mèze) — французский регбист и регбийный тренер, известный по работам со сборными Грузии, Марокко и России.

## Биография
Родился 17 апреля 1948 года во Франции, в городе Безье.
В бытность игроком выступал на позиции фланкера и играл за «Безье Эро» (в 1968 году выиграл юниорский Кубок Франца Рейшеля), однако больше запомнился как тренер. Тренировал клуб «Безье» в первом дивизионе чемпионата Франции и дважды стал чемпионом Франции (1981, 1983). В 1992—1995 годах тренировал клуб «Мез», с которым выигрывал Второй дивизион чемпионата Франции. В дальнейшем стал работать со сборными: возглавлял сборные Марокко по регби-15 и по регби-7, последнюю вывел на чемпионат мира в Гонконге 1997 года. В 1997 году Сорель был приглашён в Грузию, работал с сборными по регби-15 и регби-7 этой страны, в 2001 году вывел сборную по регби-7 на чемпионат мира в Мар-дель-Плате. В 2000 году сборная Грузии заняла 2-е место в Кубке европейских наций, пропустив вперёд только Румынию, однако через год выиграла все пять матчей, обыграв и сборную России, а в 2001 году Сорель получил почётное звание «Заслуженный тренер Грузии». Был номинирован IRB на премию лучшего тренера 2001 года, проиграв Роду Маккуину.
В сезоне 2001/2002 сборная Грузии заняла 2-е место, но квалифицировалась на чемпионат мира в Австралии, что стало первым участием на чемпионатах мира для грузин. В составе сборной Грузии под руководством Сореля играли три легионера из клубов Топ 14 и Про Д2. Сборная Грузии проиграла все четыре матча, не оказав серьёзного сопротивления Англии и Самоа, но сумев навязать борьбу ЮАР и Уругваю. После чемпионата мира Сорель покинул пост тренера грузинской сборной и продолжил работу уже со сборной Туниса по регби-7, с которой вышел на чемпионат мира в Гонконге в 2005 году и попал на ЮАР.
В марте 2007 года Сорель был назначен главным тренером сборной России, заключив контракт на 4 года и обязавшись руководить сборной по регби-7. Первый матч де-факто Сорель провёл 24 марта 2007 года против Грузии, который россияне проиграли 12:31. Де-юре первой игрой Сореля в качестве главного тренера стала последующая игра против Чехии в Кубке европейских наций 21 апреля (победа 62:6). Под руководством Сореля в сборной России играли очень много представителей «Красного Яра». Сорель обязался добиться со сборной России выигрыша Кубка европейских наций, но не преуспел в этом.
6 августа 2008 года Сорель покинул пост тренера сборной России после решения Союза регбистов России после непопадания сборной России по регби-7 на чемпионат мира в ОАЭ: российская сборная выступила провально на чемпионате Европы в Ганновере, заняв там только 9-е место и не получив путёвку на турнир. Сорель вынудил российских регбистов совмещать выступления в классическом регби и в регби-7, не наладив диалог с тренерами клубов России и не привлекая российских специалистов. Преемником стал Николай Неруш.
В дальнейшем Сорель работал с клубом «Безье Эро» и южноафриканским клубом «Леопардс» в Кубке Карри. Один из учредителей ежегодных матчей между клубами Южного Авейрона и Эро. Сооснователь международного регбийного центра, сотрудничает с Жан-Мишелем Вюийеманом (тренер нападающих), Патриком Фортом (тренер трёхчетвертных) и Тьерри Рудилем (тренер по физподготовке). В какой-то момент с Сорелем вели переговоры представители сборной Испании и клуба «Мадрид».
В 2019 году Сорель подписал письмо в защиту осуждённого казахского регбиста и президента Федерации регби Казахстана Мурата Уанбаева, получившего шесть лет тюрьмы за хищения государственных средств.
Скончался 7 апреля 2025 года в возрасте 76 лет.